# Jacques Dupont (musicien)
Pour les articles homonymes, voir Jacques Dupont et Dupont.
Jacques Dupont dit Jacque-Dupont (Paris 17e, 7 août 1906 – Troyes, 21 avril 1985) est un pianiste et compositeur français.

## Biographie
Sa mère est pianiste, et à cinq ans, il joue les sonates de Muzio Clementi, puis à huit ans, en 1914, un concerto pour piano et orchestre de Haendel. 
Il est entré en 1915 au Conservatoire national de musique et de déclamation à Paris et a étudié avec Lazare-Lévy.
En 1930, il reçoit le prix  Louis Diémer. En 1931, il est  premier prix de Rome.
De 1937 à 1943, il dirige le Conservatoire de Toulon. 
Inspecteur principal de la musique en France (1953)  et (1971) et 
chargé de la coordination technique de l'enseignement musical en France (1962),,.
Jacques Dupont fait de nombreuses tournées en Europe et en Amérique du Sud.
Il a composé des œuvres pour piano solo et avec orchestre, des symphonies, des ballets et  de la musique sacrée  ainsi que des musiques de films, notamment Dernier Métro (1945) et Erreur Judiciaire, (1948).

## Décoration
- Commandeur de l'ordre des Arts et des Lettres (1981)[6]

## Œuvres

### Piano
- Variations en sol-dièse mineur, op. 1 no 1 (inédit)
- Grande fugue en fa mineur, op. 1 no 3 (1928, manuscrit)
- Trois études, op. 4 no 1 (1933, éd. Heugel)
  1. pour la légèreté et l'égalité
  2. pour la sonorité et le style
  3. pour les octaves et le rythme
- Trois pièces, op. 8 (éd. Leduc 1935) (OCLC 222854335 et 50443142)
  1. Scherzo
  2. Nocturne
  3. Tarentelle
- Deux impromptus, op. 9 (éd. Heugel 1934) (OCLC 842221508)
- Nocturne, op. 11 no 1 (1933,  éd. Heugel)
- Trois études, op. 11 no 2 (inédit)
- Trois études de perfectionnement (éd. Leduc)
- Soirs à Juan-les-Pins, op. 17 (1935, Leduc)
  1. Valse
  2. Tango
  3. Fox trot
  4. Passo doble
  5. Blues
  6. Rumba
- Romanesque, op. 32 no 3 (œuvre détruite)
- La Lune rouge, op. 36 no 1 (1952, manuscrit)
- Asmodée, op. 36 no 2 (œuvre détruite)
- Scherzo, op. 42 (1961, éd. Leduc) La pièce est inspirée par Edgar Poe. Elle était la pièce imposée au Conservatoire de Paris en 1961 pour le concours de piano.
- Andante, op. 44 (1953, éd. Heugel)
- Blues, op. 46 (inédit)
- Pièce brève, op. 62 (manuscrit)
- Carillon, op. 67 (1957, éd. Zurfluh)
- Cinquante doigts sur six claviers, op. 68a, b, c (1958, inédit)
- Cadences pour les Métamorphoses d'Yves de la Casinière, op. 69
- Transcription : La danse devant l'arche d'Arthur Honegger (1926, manuscrit)

### Deux pianos
- Fantaisie, pour deux pianos, op. 20 no 2b (1942)
- Section Beach, pour deux pianos, op. 23 no 2a (1944, inédit)
- Burlesque, pour deux pianos, op. 29 (œuvre détruite)
- Concertino, pour deux pianos, op. 70b (col. « Lucette Descaves » Zurfluh 1961) (OCLC 34739389) Transcription de l’auteur.
- Transcription : Hommage à Gabriel Fauré d'A. Massis, pour deux pianos (1960, manuscrit)

### Accordéon
- Il y a un bal dans mon cœur, op. 79 (manuscrit)

### Duos
- Concert, pour violon et piano, op. 6b (1933, éd. Heugel)
- Recueillement, pour violon et piano, op. 15 (inédit)
- Navarrianas, pour violoncelle et piano op. 22b (1943, éd. Salabert)
- Brumes, pour violoncelle et piano, op. 64 (1952, éd. A. Noël)
- Aulos, pour flûte et piano, op. 37 no 1 (1953, éd. Leduc) (OCLC 918716) Pièce de concours imposée au Conservatoire de Paris.
- Soir, pour clarinette et piano, op. 37 no 2 (1957, éd. Leduc) (OCLC 1350301)
- Pièces détachées, op. 41 (éd. Zurfluh)
  1. pour trompette et piano
  2. pour saxophone et piano
  3. pour flûte et piano
  4. pour trombone et piano
  5. pour cornet et piano
  6. pour hautbois et piano
  7. pour clarinette et piano
- Bercement, pour saxophone en mi-bémol et piano, op. 71 (1972, éd. Zurfluh)
- Ombre, pour trombone et piano, op. 72 (1972, éd. Zurfluh)

### Musique de chambre
- Section Beach, pour quatuor à cordes, op. 23 no 2b (1944, inédit)
- Quatuor à cordes, op. 24 (1943, éd. Salabert)
- Saxophonies, pour quatuor de saxophones op. 74 (1978, manuscrit) dédié Au prestigieux Quatuor Daniel Deffayet. Création à Beauvais, le 17 novembre 1979 par Daniel Deffayet, Henri-René Pollin, Jacques Terry et Jean Ledieu.
  1. Flashes
  2. Spleen
  3. Sprint
- Octuor, pour piano, quatuor à cordes, clarinette, basson et cor op. 4 no 2 (1931, éd. Hamelle 1934) (OCLC 19105117) Dédié À ma mère. Prix Alphen 1931.

### Orchestre
Symphonies
- Censi-symphonie, op.13 (1936, manuscrit)
- Féa ou les Baladins fantasques, op. 27 (œuvre détruite)
- Divertissement 48, pour piano, orchestre à cordes et percussion, op. 30 no 1 (1948, éd. Durand)
- Le diptyque d'Amduscias, op. 38 no 1 (1954, éd. Sofirad/Gérard Billaudot Éditeur) (OCLC 367528677 et 725577373)
- Le concert étrange pour violon solo et orchestre symphonique, op. 73 (1975, manuscrit)
- Symphonie Luxembourg, pour piano et orchestre, op. 78 (manuscrit)

Poèmes symphoniques
- Nuit, op. 1 no 2 (inédit)
- Révolte, op. 5 (1932, éd. Hamelle)
- Marche des jeunesses du monde, op. 10 (éd. Heugel)
- La danse de Septentrion, op. 25 no 2 (manuscrit)

Suites symphoniques et mouvements
- Rhapsodie fantasque pour orchestre de jazz et piano, op. 23 no 1 (1944, manuscrit)
- Stéréoscope (images symphoniques), op. 28 no 1 (éd. Sofirad)
- Mascarade (flasch symphoniques), op. 32 no 1 (1949, éd. Sofirad)
- Zoé (flasch symphoniques), op. 32 no 2 (1959, éd. Sofirad)
- San Martin, l'homme à l'épée de lumière, fresque lyrique, op. 33 no 2 (Gérard Billaudot Éditeur) (OCLC 725599927)
- Le bal du pont du Nord « L'heure flamande », suite symphonique, op. 34 no 2
- Ouverture, op. 80 (1952, manuscrit)

### Œuvres concertantes
- Concert pour piano et orchestre, op. 2 (1932, Leduc 1933) (OCLC 800575651)
- Concert, pour violon et orchestre, op. 6 (1933, éd. Heugel) (OCLC 842221506)
- Sonate, pour piano et orchestre, op. 20 no 1 (inédit)
- Fantaisie, pour piano et orchestre, op. 20 no 2 (éd. Salabert) (OCLC 647962779)
- Navarrianas, pour violoncelle et orchestre op. 22a (1943, éd. Salabert) Créé par André Navarra en 1943.
- Navarrianas, pour ondes Martenot et orchestre op. 22c
- Concertino pour piano et orchestre, op. 70a (1960, Zurfluh)

### Ballets
- Blandine (1942)
- La Clef des songes, op. 30 no 2 (1948, éd. Durand 1954) (OCLC 19726370)
- Le bal du pont du Nord « L'heure flamande », ballet en 2 actes sur des thèmes folkloriques, op. 34 no 1 (1951, éd. Sofirad/Gérard Billaudot Éditeur) (OCLC 725598508)
- Amduscias, op. 38 no 2 (1954, Sofirad)
- Le bal des ardents, op. 61 (1951, inédit)
- Fait divers, op. 63 no 1 (1952, Sofirad/Gérard Billaudot Editeur) (OCLC 725598515) Argument d'Hubert Devillez.

### Musique vocale
Mélodies
- Trois mélodies, pour voix élevées et piano, op. 3 (1932, éd. Heugel) (BNF 42969008)
  1. Berceuse, Texte de Paul Arosa
  2. La Dernière Feuille, poème de Théophile Gautier
  3. Le Papillon, poème de Lamartine
- Deux villanelles, pour voix élevées et piano, op. 7 (1933, éd. Heugel 1934) (OCLC 842221518) Poèmes de Maurice Rollinat.
  1. villanelle du soir
  2. Villanelle du diable
- Seguidille, pour voix et piano (éd. Hamelle 1935) (OCLC 842221516) Poème de Théophile Gautier
- Six poèmes, pour soprano et piano, op. 12 (éd. Hamelle)
- Laisse moi rêver (Les Éd. Réunies Ver Luisant-Codini-Julsam 1943) (BNF 42969018) Paroles de Jacques Dupont
- Cinq poèmes intimes, pour baryton et piano, op. 26 (1944, inédit)
- Poèmes intimes, pour voix élevées et piano, op. 39 (1944, inédit)
- Trois mélodies, pour soprano et piano, op. 45 (éd. Hamelle)
- La farandole des gueules, chanson, op. 47 (inédit)
- Garde-moi, là-bas, à Cuba, chanson, op. 48 (éd. Bernstein)
- Complainte d'Aline, pour alto et piano, op. 63 no 2 (éd. Sofirad)
- Remords, pour soprano et piano, op. 65 (manuscrit)
- La valse rouge, pour soprano et piano, op. 66 (manuscrit)

Musique pour chœur
- Dialogue, cantate, op. 31 (détruite)
- Messe de Saint François, pour soli, chœur, orgue et orchestre, op. 35 (1952, manuscrit)
- L’Ensorceleuse, cantate, op. 43 (inédit)

Opéra
- Le Roy fol, op. 40 (1956, Sofirad)

Opéras comiques
- Paola ou la Reine du Carnaval, opéra comique, op. 19 (détruit)
- André del Sarto, opéra  comique, op. 21 (détruit)

### Musique de films
- 1945 : La Vallée de la Bruche, op. 49
- 1945 : Alsace d'hier et de demain, op. 51 (documentaire court-métrage, réalisation : Robert Hennion)
- 1945 : Terres promises, op. 52
- 1945 : Dernier Métro, op. 53 (réalisation : Maurice de Canonge)
- 1946 : Mission spéciale I, op. 54 (réalisation : Maurice de Canonge)
- 1946 : Le Dernier Sou  (réalisation : André Cayatte)
- 1947 : Erreur Judiciaire, op. 56 (réalisation : Maurice de Canonge)
- 1947 : Histoire coloniale, op. 57
- 1947 : Rumeurs, op. 58 (réalisation : Jacques Daroy)
- 1947 : Brigade criminelle, op. 55 (réalisation : Gilbert Gil)
- 1948 : Mission spéciale II, op. 59
- 1948 : Richelieu, citadelle flottante, op. 60
- 1951 : Trois vieilles cités alsaciennes, op. 50

## Discographie
- Musique symphonique : Navarrianas°, La clef des songes, Le diptyque d'Amduscias* - André Navarra, violoncelle° ; Orchestre national de l'ORTF, dir. Jean Martinon, Pierre-Michel Le Conte* (1963, Polymnie POL 753 117) (OCLC 658939642)
- Octuor, œuvres pour piano - Denis Pascal, piano ; Gérard Poulet et Yaïr Benaïm, violons ; Françoise Gnéri, alto ; Marie-Paule Milone, violoncelle ; Dominique Vidal, clarinette ; Gilbert Audin, basson ; Vladimir Dubois, cor (décembre 2002, Polymnie POL 580 322) (OCLC 659021729)
- Le Roy fol (version de concert), Saxophonies* - Quatuor Jean Ledieu* ; Gilbert Guireau ; René Bianco ; Micheline Granchez ; Nadine Sautereau ; Christian Dorizeau ; Orchestre lyrique de la RTF, dir. Tony Aubin (2CD Polymnie  POL 990 480)

## Pour approfondir